# Монкио деле Оле е Тринита (Ређо Емилија)
Монкио деле Оле е Тринита је насеље у Италији у округу Ређо Емилија, региону Емилија-Ромања.
Према процени из 2011. у насељу је живело 210 становника. Насеље се налази на надморској висини од 568 м.